# Filosofia ameríndia
A filosofia indígena americana é a filosofia prática, ou “filosofia de vida”, do povos indígenas das Américas. A filosofia indígena americana é a filosofia prática, ou “filosofia de vida”, dos povos indígenas das Américas.1 Um filósofo indígena é uma pessoa indígena que pratica a filosofia e tem um vasto conhecimento da história, da cultura, do idioma e das tradições dos povos indígenas das Américas. Há muitas tradições diferentes de filosofia nas Américas, que remontam aos tempos pré-colombianos.
A filosofia indígena latino-americana é a filosofia prática dos povos indígenas da América Latina e está intimamente ligada à ética indígena e às noções de buen vivir.

## Epistemologia e ciência

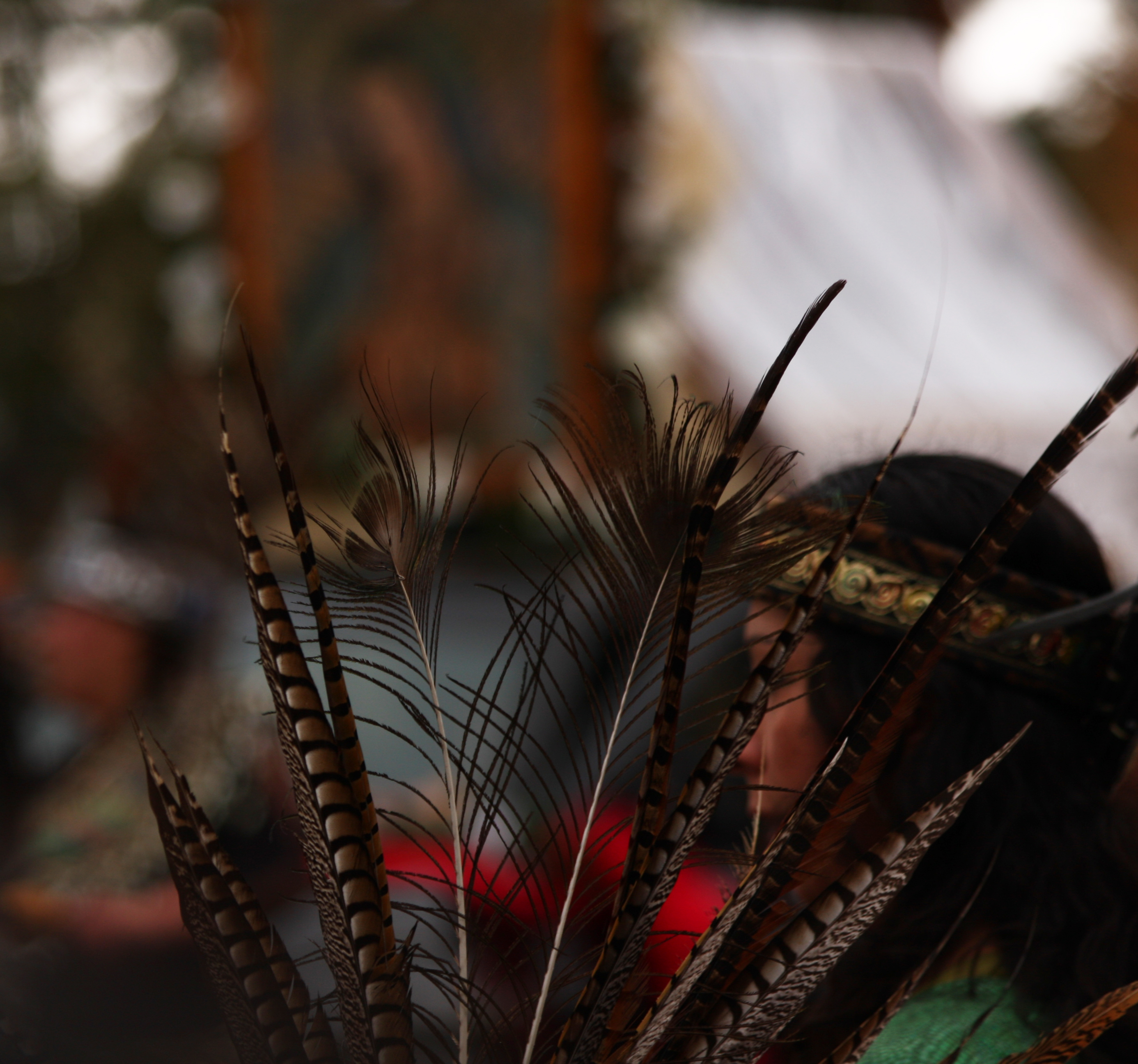
As cerimônias desempenham um papel fundamental na filosofia dos nativos americanos.

Epistemologia refere-se ao estudo do conhecimento, as maneiras pelas quais uma pessoa adquire e processa informações. Entre as culturas indígenas, a epistemologia é entendida de maneira diferente e mais inerente do que na filosofia ocidental. A epistemologia americana nativa é encontrada principalmente em teorias, filosofias, histórias, cerimônias e natureza como múltiplas maneiras de conhecer. A ênfase é colocada na importância da linguagem como um dos componentes vitais da epistemologia dos nativos americanos. É através do simbolismo único e da estreita conexão com a natureza que os nativos americanos consideram o conhecimento adquirido. Em relação à consciência, racionalidade e outros estados psicológicos fortemente estudados, a estrutura inerente à complexa língua nativa americana é necessária para entender na obtenção do conhecimento indígena. Há também um forte vínculo entre a natureza e a interpretação do conhecimento na cultura americana nativa. Acredita-se que a mente interaja com o meio ambiente de uma maneira muito ativa e consciente. O processo pelo qual eles interagem com a natureza é através da necessidade necessária de sobrevivência, mas também através de um profundo respeito e compreensão da terra como uma grande parte de sua identidade. É vital entender como coletar remédios, prever condições climáticas para produzir alimentos com eficiência e como navegar pela terra para crescer e prosperar como parte de uma comunidade ecológica dependente. O conhecimento dos nativos americanos está se adaptando continuamente às mudanças no ambiente à medida que o ecossistema evolui e é assim que a epistemologia é entendida como tendo uma raiz tão forte na natureza.

### Fenomenologia

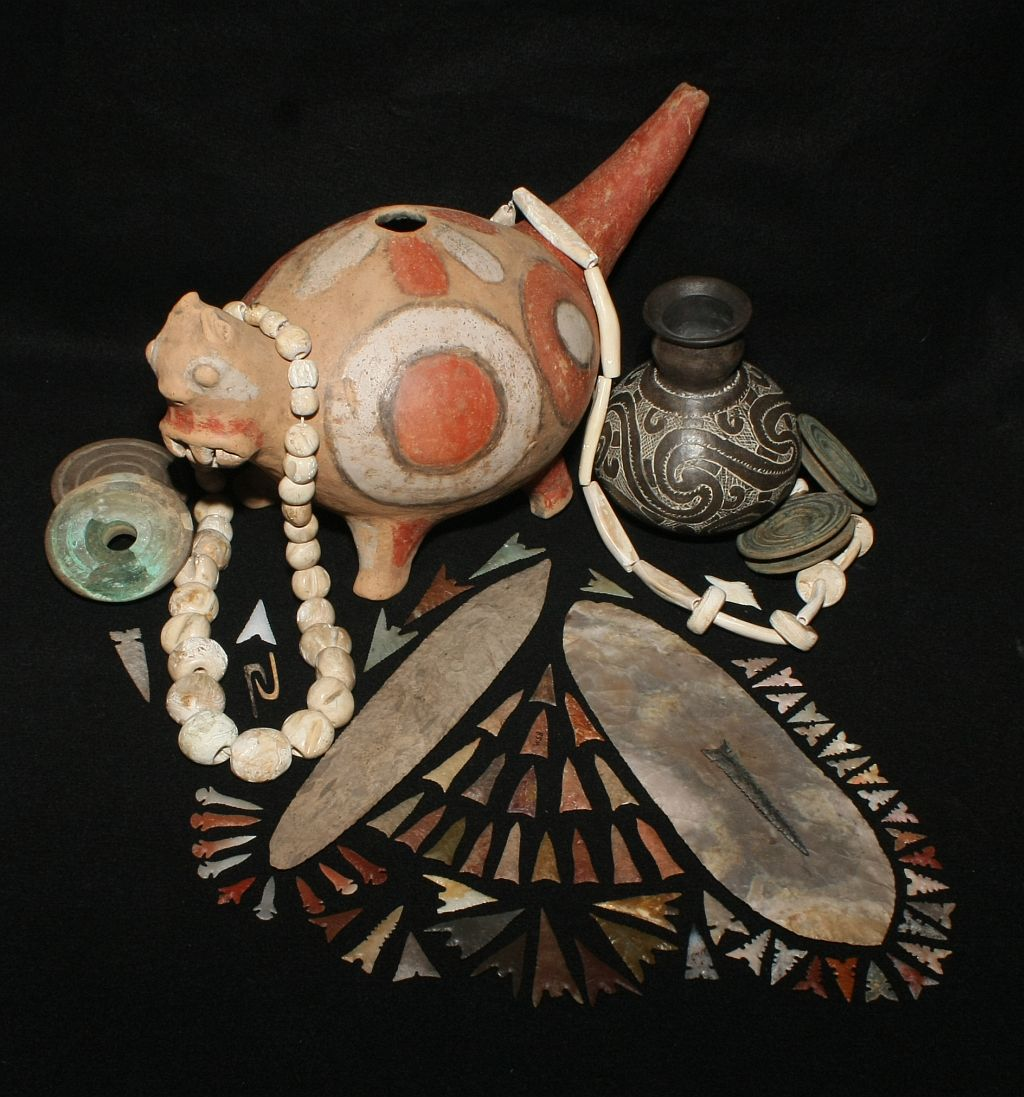
Artefatos nativo-americanos

Diz-se que a ciência e o entendimento dos nativos americanos têm uma base na fenomenologia perceptiva, significando o estudo filosófico dos fenômenos. Nesse contexto, a fenomenologia refere-se ao exame das próprias experiências para chegar a uma visão pessoal do mundo. Acredita-se que algo seja verdadeiro quando verificado por experiências e fornece explicações que auxiliam na conclusão das tarefas. Essa visão de mundo é dinâmica, à medida que novas experiências alteram essa visão e se agregam a ela. Não há crença em uma cosmovisão universal que possa explicar todos os aspectos da realidade por um período permanente de tempo. 
O mundo é visto como infinitamente complexo e, portanto, é impossível chegar a um entendimento universal dele. Portanto, os nativos americanos acreditam que o conhecimento útil só pode ser adquirido através da experiência individual que, embora subjetiva, é válida para esse espaço e tempo. O método de interação com o meio ambiente nunca é fixo e, ao contrário, é realizado através de gerações que o revisam continuamente e adicionam a ele. Isso cria uma rede de conhecimentos moldada pelas experiências individuais de uma comunidade. 
A subjetividade da experiência e das circunstâncias significa que as crenças de cada comunidade indígena serão distintas. Os povos indígenas acreditam que a experiência sempre pode apresentar uma maneira melhor de interagir com o meio ambiente. Como resultado desse entendimento, nenhuma crença é vista como sendo extremamente válida quando comparada a outra crença. Uma crença recebe sua validade da experiência. Independentemente de uma experiência ser comum e extraordinária, ambas são vistas da mesma forma e são igualmente úteis para reunir conhecimento. Tudo é visto como possível no mundo, uma vez que nenhuma lei universal é vista para governar como o mundo existe. Cada pessoa em seu próprio ambiente e circunstância pode derivar suas próprias crenças que são completamente válidas e lógicas em suas circunstâncias pessoais. 

### O princípio da relação
Brian Yazzie Burkhart, um Cherokee, descreveu sua experiência na história do Coiote: 
Coiote está vagando da maneira usual quando se depara com uma cidade de cães da pradaria. Os cães da pradaria riem e xingam ele. Coiote fica com raiva e quer vingança. O sol está alto no céu. Coiote decide que ele quer nuvens. Ele está começando a odiar os cães da pradaria e pensa em chuva. Só então uma nuvem aparece.

Coiote diz: "Eu gostaria que chovesse em mim". E foi isso que aconteceu.
Coiote diz: "Eu gostaria que houvesse chuva aos meus pés". E foi isso que aconteceu.
"Quero a chuva até meus joelhos", diz Coiote. E foi isso que aconteceu.

"Quero a chuva até minha cintura", ele diz. E foi isso que aconteceu.
Eventualmente, toda a terra é inundada. O erro do coiote não é deixar o que é certo guiar suas ações, mas agir inteiramente por suas próprias motivações. Este é um lembrete de que é preciso ter cuidado com o que deseja e ter em mente as coisas ao nosso redor e como nos relacionamos com elas. Burkhart chama isso de princípio da relação:
A ideia aqui é simplesmente que as coisas mais importantes a serem lembradas são as coisas simples que estão diretamente ao nosso redor em nossa experiência e as coisas com as quais estamos mais diretamente relacionados. Ao chamar essas ideias de princípios, não pretendo dar-lhes status filosófico especial. No pensamento do índio americano, eles são simplesmente maneiras de ser. Esses princípios são meramente abstrações desses modos de ser. ... Princípios no sentido filosófico tradicional não têm lugar na filosofia do índio americano.

## Metafísica
Anne Waters descreveu uma "ontologia não discreta do ser" no contexto de gênero. Com uma atitude diferente em relação aos rótulos, Waters argumenta que os pontos de vista dos índios americanos são mais tolerantes com aqueles que não se encaixam em uma estrutura estrita de gênero binária.

## Tradições regionais

### Andes
Devido à falta de registros escritos decifrados (mas veja o quipu), a história registrada andina começa com o limite da memória viva desde a época da conquista pelos espanhóis e, portanto, inclui apenas algumas civilizações do Período Intermediário Tardio e do Horizonte Tardio, como os imperios Inca e Chimu. A filosofia andina foi grandemente moldada pelo conceito de dualismo, especificamente uma forma conhecida em quíchua como yanantin, ou "dualismo de opostos complementares". Juntamente com o conceito de masintin, que significa "o processo de se tornar yanintin", esse dualismo se manifestou na arte andina, nas relações de gênero e até na organização administrativa política. A filosofia inca é a única tradição filosófica andina para a qual conhecemos registros diretos.[carece de fontes?] A filosofia inca estava intrinsecamente ligada à religião e estava profundamente imersa no conceito de dualismo. 

### Mesoamérica
Talvez a melhor tradição filosófica documentada da era pré-colombiana e do início da era colonial seja a dos astecas, um povo de língua nahuatl que estabeleceu um grande e sofisticado império no centro do México antes de ser conquistado pelos espanhóis. O pensamento e a filosofia mesoamericanos são notáveis por seu uso extensivo da metáfora para explicar conceitos abstratos. Os astecas pensavam na filosofia em termos mais ou menos pragmáticos e práticos. Uma característica central da filosofia asteca era o conceito de teotl, um termo nahuatl para a força animadora do cosmos e um motor dinâmico e sempre atuante. Teotl em termos teológicos também poderia simbolizar um tipo de panteísmo.

### Sudoeste dos Estados Unidos
Entre os Hopi, existe um conceito conhecido como hopivotskwani, que se traduz aproximadamente em "o caminho  Hopi da vida". Ele implica comportar-se com uma disposição pacífica, cooperação, humildade e respeito. A filosofia Hopi ensina que a vida é uma jornada, a ser vivida em harmonia com o mundo natural. Assim, os Hopi acreditam que seguir o hopivotskwani levará a resultados positivos não apenas nas relações interpessoais, mas também nas interações com a natureza, por exemplo, garantindo chuvas suficientes e uma boa colheita. Como regra, os povos Pueblo contemporâneos relutam em compartilhar suas visões filosóficas e espirituais tradicionais com pessoas de fora. Isso pode ser atribuído a vários fatores, entre os quais o abuso de confiança pelos primeiros antropólogos e a intolerância colonial espanhola às religiões tradicionais puebloanas. 

### Conceito de Bem-Viver
Contemporaneamente, países latino-americanos como Equador e Bolívia desenvolveram propostas filosóficas urgindo a criação de um modelo de vida sustentável que assegure um meio ambiente saudável, respeitando todas as formas de vida, e que dê condições para que todas as pessoas possam levar uma vida digna e feliz: o Bem Viver, conceito político, econômico e social que tem por referência a visão dos povos originários da América. Elas foram apresentadas nas constituições nacionais em seus idiomas dos povos nativos, como Sumak Kawsay (quíchua), Suma Qamaña (aimará) e Teko Porã (guarani). O conceito defende, por exemplo, um uso extensivo e extrativista da terra para conseguirem o "bem viver". É uma filosofia que significa viver em aprendizado e convivência com a natureza, ser “parte” da natureza, para romper com a ideia de que se pode viver “à parte” da natureza. O movimento se afirma no equilíbrio com o planeta e no conhecimento ancestral nascido da profunda conexão e interdependência com a natureza, declarando que o produtivismo e o consumismo, desenfreados e fúteis, inevitavelmente levam a humanidade ao colapso.

## Diferenças com outras tradições filosóficas

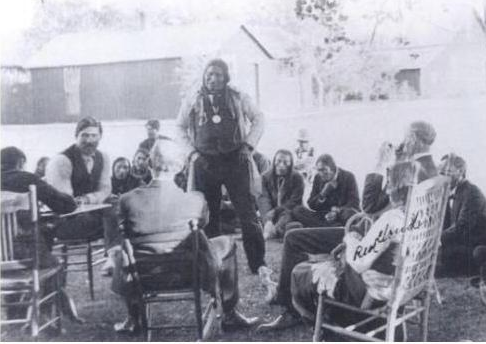
Conselho Tribal Cavalo Americano 1903 (inclui Nuvem Vermelha) - reunião de nativos americanos.

O cânone da filosofia ocidental está enraizado no entendimento platônico da verdade (a forma da verdade), marcando o conceito de que ela é estável, imutável e presente, sobre a qual ocorrem investigações filosóficas. Por outro lado, a filosofia do nativo americano sustenta que a estabilidade para a base de tal investigação no mundo nativo não é encontrada em absolutos, mas sim nas consistências de uma complexidade do mundo. Este conceito de um ponto de partida absoluto simplificado para encontrar semelhanças em uma matriz complexa é destacado, em particular, nas diferentes maneiras de observar como a filosofia nativa americana e a filosofia ocidental analisam o espaço e o tempo. A filosofia ocidental típica vê o mundo em seções: o universo é visto como criado ex nihilo (implicando que teve um começo definitivo e provavelmente com um fim definitivo) e é descrito como violento (por exemplo, "o big bang"). Além disso, o tempo é dividido em três seções simples, nas quais todos os atos podem caber: passado, presente e futuro, todos com limites definíveis aos quais as ações na realidade podem emergir e cruzar ocasionalmente. Por outro lado, Cordova observa que a filosofia nativa americana vê o espaço como um conceito que conecta tudo ao nosso ambiente e tempo globais como um movimento contínuo sem fim. O universo é considerado infinito e ilimitado; estando em constante movimento, sem começo nem fim, e é equilibrado e estável, apesar da ocasional "tristeza temporária". Da mesma forma, o tempo não pertence a uma categoria absoluta e limitada na filosofia nativa americana, não é uma coisa auto-existente independente do reconhecimento humano. O tempo não é nem outra dimensão - nada mais é do que uma construção humana cíclica. Em vez disso, é "apenas uma medida de movimento ... o sol, as estrelas e a lua através do céu, de mudanças que são visíveis e podem ser previstas".